# Democratici Europei del Progresso
I Democratici Europei del Progresso (DEP) furono un gruppo politico al Parlamento europeo costituitosi nel 1973 come successore dell'Unione Democratica Europea.
Formato in gran parte dagli europarlamentari gollisti del Raggruppamento per la Repubblica, all'esito delle elezioni europee del 1979 contava 22 membri.
Nel 1984 fu sostituito da un nuovo gruppo politico, l'Alleanza Democratica Europea (fusasi nel 1995 con Forza Europa per formare l'Unione per l'Europa).

## I legislatura (1979-1984)
| Paese       | Seggi | Partiti                          |
| ----------- | ----- | -------------------------------- |
| Danimarca   | 1     | Partito del Progresso            |
| Irlanda     | 5     | Fianna Fáil                      |
| Francia     | 15    | Raggruppamento per la Repubblica |
| Regno Unito | 1     | Partito Nazionale Scozzese       |
| Totale      | 22    |                                  |